# Leiomitrium subappendiculatum
Leiomitrium subappendiculatum là một loài rêu trong họ Orthotrichaceae. Loài này được (Broth.) Cardot mô tả khoa học đầu tiên năm 1915.